# كريينهوت
إتش بي إس كريينهوت نادي كرة قدم هولندي يقع في مدينة لاهاي. يعتبر أحد أقدم الأندية الهولندية وحقق بطولة الدرجة الممتازة ثلاث مرات (1903-1904، 1905-1906، و1924-1925). رفض النادي في الخمسينات أن يدخل في عصر الاحتراف وهو مازال ناديا هاويا حتى الآن وقد شارك في موسم 2011-2012 في الدرجة الثانية.